# Adolfo Schwelm-Cruz
Adolfo Carlos Julio Schwelm-Cruz (Buenos Aires, 28 de junio de 1923-ibidem, 10 de febrero de 2012), más conocido como Adolfo Schwelm o Teddy, fue un piloto de automovilismo argentino.

## Carrera
Disputó en 1950, 1951 y 1952 el Campeonato Argentino de Autos Sport, ganando en 1951 y siendo subcampeón en la otras dos ediciones. En todos ellos manejando un vehículo de Alfa Romeo.
En 1950 compitió en Targa Florio y en la Mille Miglia, donde obtiene el primer puesto en su clase GT (10mo en la clasificación general) con un Alfa Romeo 2500 SS.
En 1951 corrió junto a René Soulas la Edición 1951 de la Mille Miglia, con una Maserati A6GSC Monofaro #358. Marchaban en 3er lugar en la general y primeros en su grupo (2 litros), pero faltando 1/4 de recorrido, golpea contra un cordón la rueda trasera derecha al pisar aceite, obligándolos a abandonar.
En Fórmula 1, Adolfo disputó el Gran Premio de Argentina de la temporada 1953, en un Cooper T20. Fue el primero en abandonar, en la vuelta 20, por problemas con el monoplaza.

## Resultados

### Fórmula 1
(Clave) (negrita indica pole position) (cursiva indica vuelta rápida)

| Año     | Escudería          | 1       | 2   | 3   | 4   | 5   | 6   | 7   | 8   | 9   | Pos. | Puntos |
| ------- | ------------------ | ------- | --- | --- | --- | --- | --- | --- | --- | --- | ---- | ------ |
| 1953    | Cooper Car Company | ARG Ret | 500 | NED | BEL | FRA | GBR | GER | SUI | ITA | NC   | 0      |
| Fuente: |                    |         |     |     |     |     |     |     |     |     |      |        |